# シェリフ・エクラミー
シェリフ・エクラミー（Sherif Ekramy 、1983年7月10日 - ）は、エジプト・カイロ出身のプロサッカー選手。エジプト代表。ピラミッズFC所属。ポジションは、ゴールキーパー。

## 経歴

### アル・アハリ
アル・アハリの下部組織で育成され、2002年に19歳でトップチームに昇格した。しかし、2004年まで出場機会は全くなかった。アフリカユース選手権2003でのすばらしいパフォーマンスを受けてヨーロッパのクラブからオファーが殺到した。最終的にチームメイトのホッサム・ガリとともにフェイエノールトへの移籍を選んだ。

### フェイエノールト
フェイエノールト加入後は出場機会の確保に苦しんだ。2007年2月11日のFCトゥウェンテ戦でようやく加入後初出場。しかしその後も事態は好転せず、3シーズンでわずか7試合の出場に留まった。

## 代表歴

### 出場大会
- エジプト代表
  - 2018 FIFAワールドカップ

### 試合数
- 国際Aマッチ 23試合 0得点（2006年-2018年）[2]

| エジプト代表 | 国際Aマッチ | 国際Aマッチ |
| 年           | 出場        | 得点        |
| ------------ | ----------- | ----------- |
| 2006         | 1           | 0           |
| 2007         | 0           | 0           |
| 2008         | 0           | 0           |
| 2009         | 0           | 0           |
| 2010         | 0           | 0           |
| 2011         | 0           | 0           |
| 2012         | 2           | 0           |
| 2013         | 9           | 0           |
| 2014         | 4           | 0           |
| 2015         | 1           | 0           |
| 2016         | 1           | 0           |
| 2017         | 4           | 0           |
| 2018         | 1           | 0           |
| 通算         | 23          | 0           |

## タイトル

### 代表
- アフリカユース選手権2003